# كاترينا يوهانسون
كاترينا يوهانسون (بالإنجليزية: Katrina Johansson)‏ هي موسيقية وعازفة قيثارة أمريكية، ولدت في القرن العشرين في ميلواكي في الولايات المتحدة.

## وصلات خارجية
- الموقع الرسمي